# Demid Pjanda

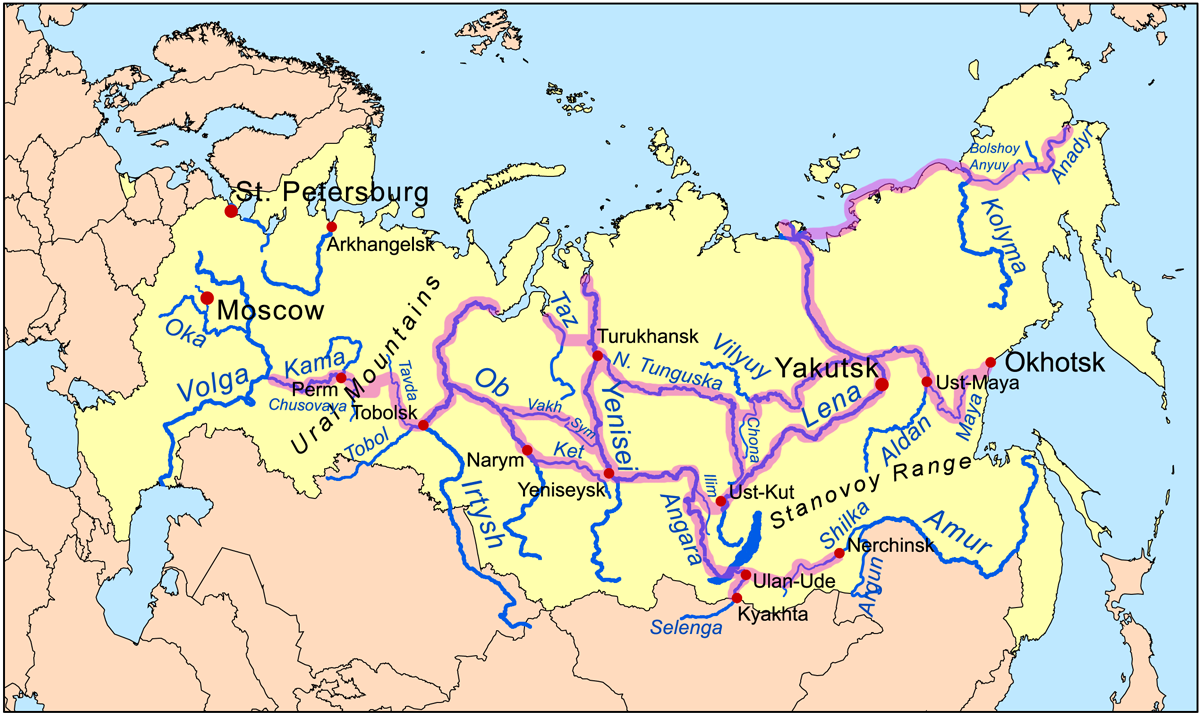
Sibirische Flussrouten

Demid Sofonowitsch Pjanda (russisch Демид Софонович Пянда; * ?; † nach 1637) war ein kosakischer Pelztierhändler, der zu den größten Entdeckern Sibiriens zählt. Er gehörte zu den ersten Russen, die den Fluss Lena erreichten. In den Jahren 1620 bis 1624 erforschte er etwa 2300 km der Unteren Tunguska, 1400 km der Angara und rund 2400 km der Lena. Insgesamt bereiste Pjanda etwa 8000 km bis dahin unbekannter sibirischer Flüsse. Er entdeckte Jakutien und war wahrscheinlich der erste Russe, der sowohl mit Jakuten als auch Burjaten Kontakt hatte. Er wies nach, dass die Angara (burjatischer Name) und die Obere Tunguska (so die ursprüngliche russische Bezeichnung) derselbe Fluss sind.

## Zu Identität und Namen

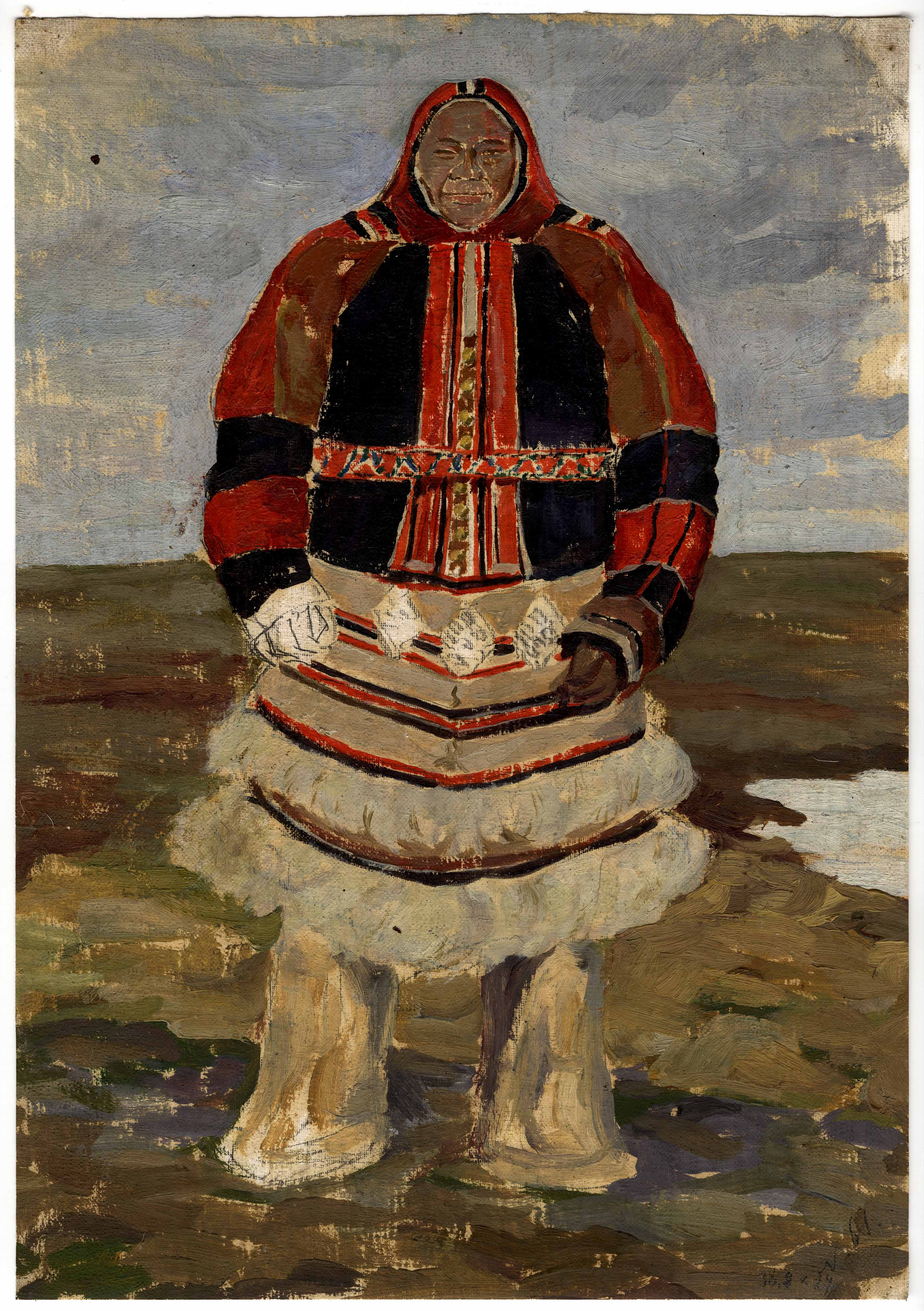
Maliza: Kleidungsstück eines Samojeden

Pjanda ist offensichtlich ein Spitzname. Er bezeichnet die aus verschiedenfarbigen Fellen gefertigten Fransen der Maliza (Малица), eines samojedischen Kleidungsstücks aus Rentierfell.
Im ersten Drittel des 17. Jahrhunderts wird von zwei Männern mit dem Spitznamen Pjanda in Jakutien berichtet. Einer war Demid Safonowitsch (der Sohn des Safon oder Sofon), genannt Pjanda – sein Name erscheint in Dokumenten aus dem Jahr 1637. Der andere war Pantelej Demidowitsch Pjanda, vermutlich ein Sohn des Pjanda Safonowitsch – sein Name wird 1643 erwähnt. Der große Entdecker war höchstwahrscheinlich Demid Sofonowitsch Pjanda.

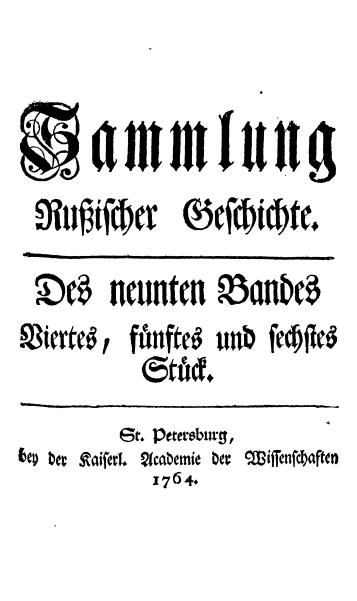
Titelblatt des neunten Bandes aus Müllers Sammlung Rußischer Geschichte, Sankt Petersburg 1764.

Es existieren nur wenige Originaldokumente in Bezug auf Pjanda. Die meisten Erkenntnisse stammen aus den Aufzeichnungen des Historikers Gerhard Friedrich Müller, der die Geschichten über Pjanda rund 100 Jahre später während seiner Teilnahme an der Großen Nordischen Expedition in den Regionen von Jenissei und Lena gesammelt hat. Müller veröffentlichte seine Forschungsergebnisse in den Jahren 1732 bis 1764 in der neunbändigen Monografienreihe Sammlung Rußischer Geschichte.

## Befahrung des Jenissei und der Unteren Tunguska
Demid Pjanda kam gegen 1619 aus dem Jenisseisker Ostrog nach Mangaseja. Er hatte etwas Geld und Besitz unbekannter Herkunft. Mit 40 Männern unternahm er eine Fahrt auf dem Jenissei nach Turuchansk in der Nähe der Mündung der Unteren Tunguska. Beim Kauf von Pelzen von den Einheimischen hörte er Geschichten über einen großen Fluss im Osten der Unteren Tunguska, genannt Elju-en, was in der Sprache der Ewenken „großer Fluss“ bedeutet. Die Russen wandelten den Namen zu Lena (sprich Ljena), einer Kurzform des russischen weiblichen Namens Jelena.
Viele wollten diesen legendären Fluss Lena und seine Pelzreichtümer finden, aber zugleich machte eine andere Art von Geschichten die Runde: Es wurde von einem großen Fluss im Osten erzählt, auf dem große Schiffe mit Glocken und Kanonen segelten. Dies mag sich auf chinesische Schiffe auf dem Fluss Amur, nicht auf die Lena bezogen haben, aber die Russen wussten noch nicht, dass es zwei unterschiedliche große Flüsse östlich des Jenissei gibt. Die Geschichten von bewaffneten Schiffen hielten die russischen Abenteurer von einer allzu schnellen und unvorsichtigen Bewegung nach Osten ab.

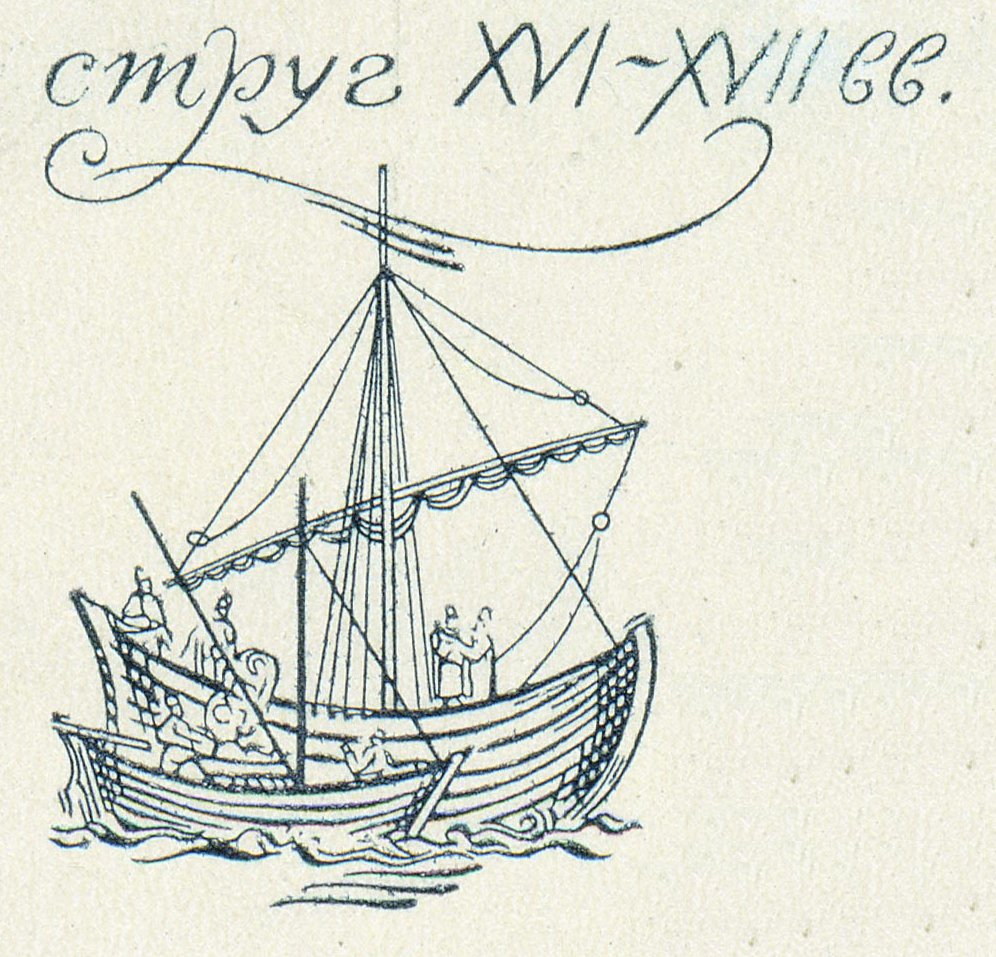
Strug: Kleines russisches Segelboot des 16./17. Jh. zur Binnenschiffahrt, Ausschnitt einer Briefmarke von 1987

Pjanda war der entschlossenste unter den potentiellen Entdeckern und machte sich 1620 zu einer sehr langwierigen Expedition auf. Er segelte von Turuchansk mit einer großen Mannschaft und mehreren Strug-Booten die Untere Tunguska entlang. Sie kamen sehr schnell zwischen den von Taiga bedeckten Ufern des Flusses voran, bis der Flusslauf sich nach Süden wandte und verengte. Baumstämme, die den Fluss hinunter schwammen, behinderten den Weg. Pjanda meinte, die Tungusen versuchten, ihn zur Umkehr zu zwingen. Um Risiken zu vermeiden oder möglicherweise, um Pelze von den Einheimischen an diesem Punkt der Reise zu kaufen, befahl er seinen Männern zu stoppen und eine Wintersiedlung (зимовья) zu errichten. Noch in der Mitte des 18. Jahrhunderts wurde dieser Platz Nischni Pjandino (Нижни Пяндино – Unteres Pjandino) genannt. Er befand sich an der Stelle, an der die Untere Tunguska dem Wiljui, einem wichtigen Nebenfluss der Lena, am nächsten ist. Das Winterlager wurde mehrfach von den Tungusen angegriffen, diese Angriffe konnten die Russen mit Schusswaffen jedoch leicht abwehren.
Im Frühjahr des nächsten Jahres, 1621, segelte Pjanda nur einige Dutzend Kilometer flussaufwärts und ließ eine weitere Wintersiedlung, Werchneje Pjandino (Верхнее Пяндино – Oberes Pjandino), errichten. Im Jahr 1622 segelte er ebenfalls nur einige hundert Kilometer in Richtung Süden, wo er noch einmal in einem Winterlager überwinterte. Dies langsame Tempo seiner Reise wird entweder durch den Widerstand der Tungusen oder durch den erfolgreichen Pelzhandel mit ihnen zu erklären sein.

## Entdeckung und Erforschung der Lena

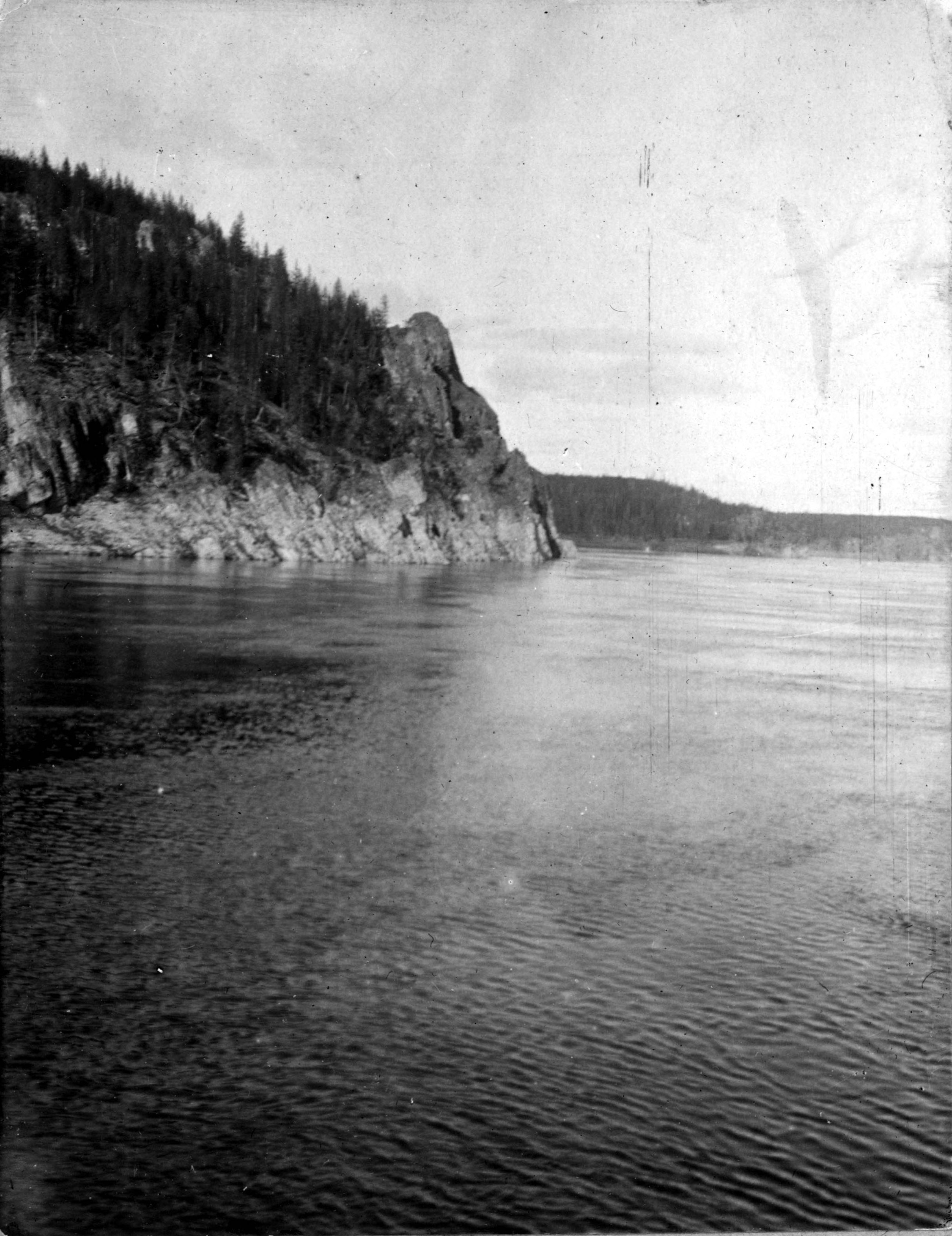
Felsige Ufer an der Unteren Tunguska (Foto: A.P. Kurilowitsch 1926/27)

Die letztere Wintersiedlung der Pjanda-Expedition befand sich zufällig ganz in der Nähe des sogenannten Tschetschuiski Wolok (Чечуйский волок), einer 20 km schmalen Portage zwischen der Unteren Tunguska und der oberen Lena. So entdeckte Pjanda die Lena und setzte 1623 entweder seine Schiffe über oder baute neue Boote am Ufer der Lena, um schließlich diesen großen ostsibirischen Fluss zu erkunden. (Tatsächlich war er nicht der erste Russe an der Lena: Drei Jahre zuvor hatten bereits namentlich nicht bekannte Männer aus Mangaseja die Lena an der Mündung des Wiljui entdeckt, die ca. 1800 km den Fluss hinab in Richtung Norden liegt.)
Nach der Eisschmelze folgte Pjanda den Eisschollen mehrere Tage den Fluss hinunter und segelte durch felsige Ufer. Unterhalb der Mündung eines rechten Nebenflusses namens Witim wurde die Lena breiter, wandte sich schließlich östlich und floss um niedrige Sandbänke und zahlreiche Inseln. Nachdem Pjanda die Mündung eines weiteren rechten Nebenflusses, des Oljokma, passiert hatte, gaben die Ufer den Blick auf das Land der Jakuten frei. Zahlreiche jakutische Jurten standen auf der weiten Ebene, so dass Pjanda und seine Mannschaft umkehrten, um eine Überwinterung inmitten des noch unbekannten Volksstammes zu vermeiden.

## Erforschung der Angara
Pjanda kehrte zum Tschetschuiski Wolok zurück und beschloss, einen anderen Weg zurück zum Jenissei zu erkunden. Er segelte die Lena weiter hinauf, bis sie zu felsig und flach wurde, und reiste dann nach Westen durch die von nomadischen Burjaten bewohnten Steppen.
Im Herbst 1623 erreichte Pjandas Mannschaft die obere Angara. Hier hatten die Männer noch etwas Zeit, neue Boote zu bauen, da die Angara erst verhältnismäßig spät zufriert. Nachdem Pjanda und seine Männer erfolgreich die Stromschnellen der Angara überwunden hatten, erreichten sie schließlich die Mündung des Flusses Jenissei. Pjanda und seine Männer entdeckten dabei, dass die Angara derselbe Fluss ist wie die Obere Tunguska (Верхняя Тунгуска – Werchnjaja Tunguska), wie der Fluss zuvor von den Jeniseisker Kosaken genannt wurde. Ende 1623 oder Anfang 1624 erreichte Pjanda Jenisseisk, wo seine 8000 km lange Reise endete.
1637 wird Demid Pjanda noch einmal erwähnt, sein weiteres Leben ist unbekannt.